# Nephelodes
Nephelodes là một chi bướm đêm thuộc họ Noctuidae.

## Các loài tiêu biểu
- Nephelodes adusta Buckett, 1972, [1973]
- Nephelodes carminata (Smith, 1890)
- Nephelodes carminea Dognin, 1912
- Nephelodes demaculata Barnes & McDunnough, 1918
- Nephelodes mendica Barnes & Lindsey, 1921
- Nephelodes minians Guenée, 1852